# Alce Negro
Alce Negro (en inglés, Black Elk; en lengua sioux, Hehaka Sapa (ca. diciembre de 1863-17 de agosto o 19 de agosto de 1950) fue un famoso Wichasha Wakan (Hombre Santo) de los sioux oglala. 
Con unos doce años de edad participó en la batalla de Little Big Horn de 1876, y fue herido en la masacre de Wounded Knee en 1890.
En el libro de John G. Neihardt, se dice que a los nueve años, Alce Negro estuvo inconsciente durante doce días y tuvo visiones del caballo de las cuatro direcciones que le llevó ante la nube de los seis abuelos, es decir, los cuatro puntos cardinales más el cenit y el nadir. Estos le enseñaron los secretos de conocer y curar. En su juventud lo instruyeron con el saber de los grandes sacerdotes, entre ellos Whirlwind Chaser, Black Road y Elk Head.
Con ese conocimiento, Alce Negro rezó y ayunó durante grandes temporadas lo que lo convirtió en un hombre sabio que recibió visiones y un poder especial para el bien de su nación. Esa misión obsesionó a Alce Negro y le causó mucho sufrimiento aunque, pudiendo guiar a su pueblo al sendero sagrado, no consiguió ver los medios para hacerlo realidad.
Alce Negro se casó con su primera mujer, Katie War Bonnett, en 1892. Ella se convirtió al catolicismo y sus tres hijos fueron bautizados. Después de su muerte en 1903, Alce Negro también fue bautizado, tomando el nombre de Nicholas Black Elk, pero también continuó como líder espiritual de la tribu y siguió practicando las ceremonias lakotas.
En 1905 se volvió a casar, con una viuda con dos hijas de nombre Anna Brings White y con la que tuvo tres hijos más, permaneciendo con ella hasta que murió en 1941.
Hacia el final de su vida, Alce Negro contó la historia de su vida y un buen número de rituales sagrados Sioux a John Neihardt y Joseph Epes Brown para que fuera publicado. Sus narraciones obtuvieron un considerable interés por parte del público.
En 2016 la Diócesis de Rapid City abrió una causa de beatificación con el fin de que la Iglesia católica lo reconozca como santo.

## Libros
- Black Elk Speaks: being the life story of a holy man of the Oglala Sioux (1932) ( as told to John Neihardt.)
- The Sacred Pipe: Black Elk's Account of the Seven Rites of the Oglala Sioux (1953) (as told to Joseph Epes Brown)
- The Sixth Grandfather: Black Elk's Teachings Given to John G. Neihardt (1984)